# Gorge de Kamianets
La gorge de Kamianets (en ukrainien : каньйон річки Смотрич), est une gorge près de la Forteresse de Kamianets, sur la rivière  Smotrytch La ville est citée dans la liste indicative du patrimoine mondial de l'UNESCO.

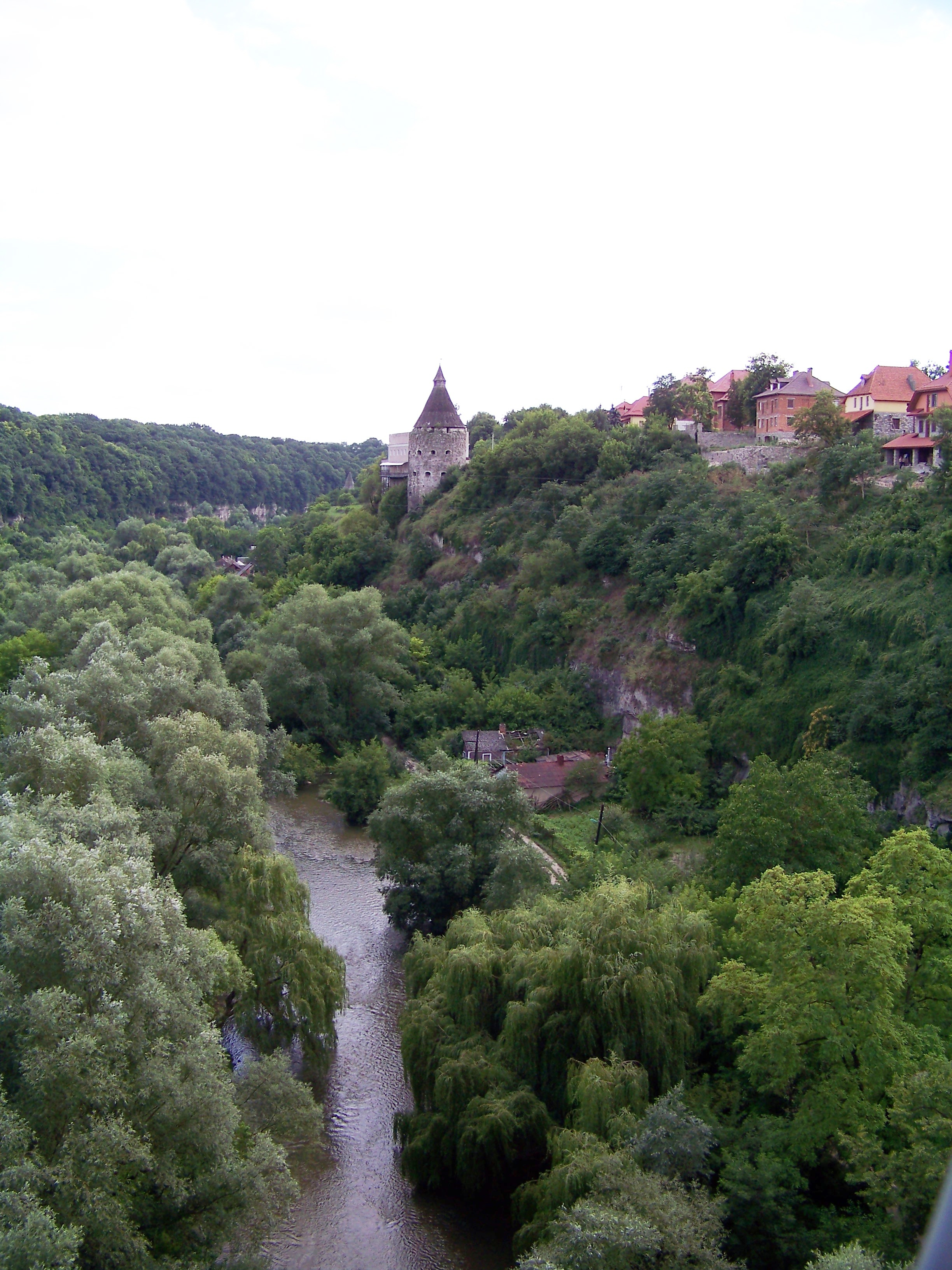
Entourant la forteresse.